# Centrale d'Entracque
La centrale Luigi Einaudi, connue également comme la centrale supérieure de Gesso, est une centrale hydroélectrique de pompage italienne, dans la vallée du torrent Gesso, sur le territoire de la commune d'Entracque, dans la province de Coni au Piémont.
La centrale turbine, pendant les heures de pointe, les eaux de deux réservoirs supérieurs : Chiotas et Rovina, et pompe, pendant les heures creuses, les eaux du réservoir inférieur : Lago della Piastra, pour les stocker dans les réservoirs supérieurs. Avec une puissance de 1 318 MW, l'usine forme le plus puissant ensemble hydroélectrique italien, correspondant à 7,3 % de la puissance du parc hydraulique italien. Elle appartient à ENEL.

## Historique
Les travaux de construction ont commencé en 1962. La mise en service a eu lieu en plusieurs étapes de 1982 à 1989. La construction a nécessité 13 millions d'heures de travail de 35 entreprises.

## Caractéristiques techniques des barrages

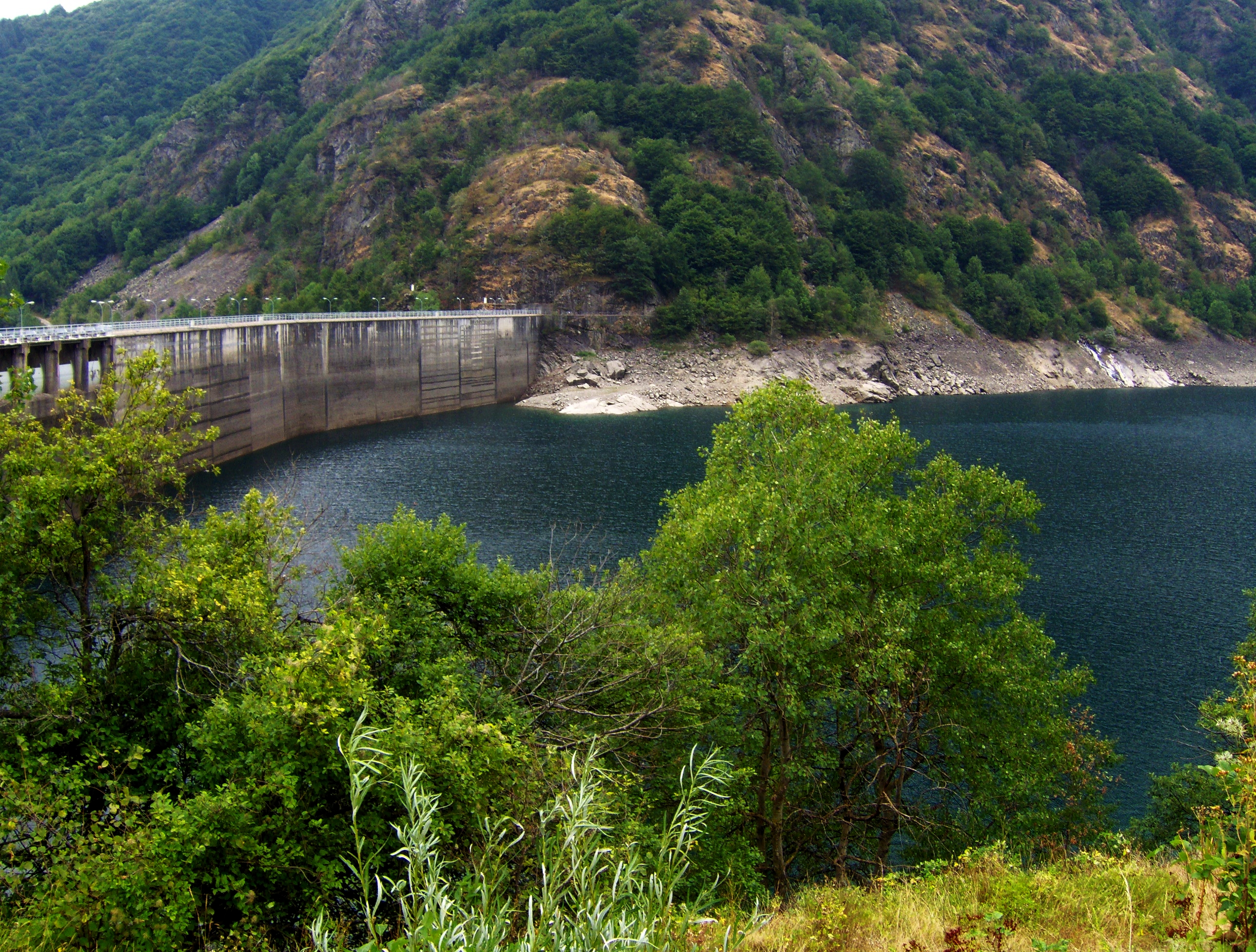
Le barrage de Piastra et le Lago della Piastra.

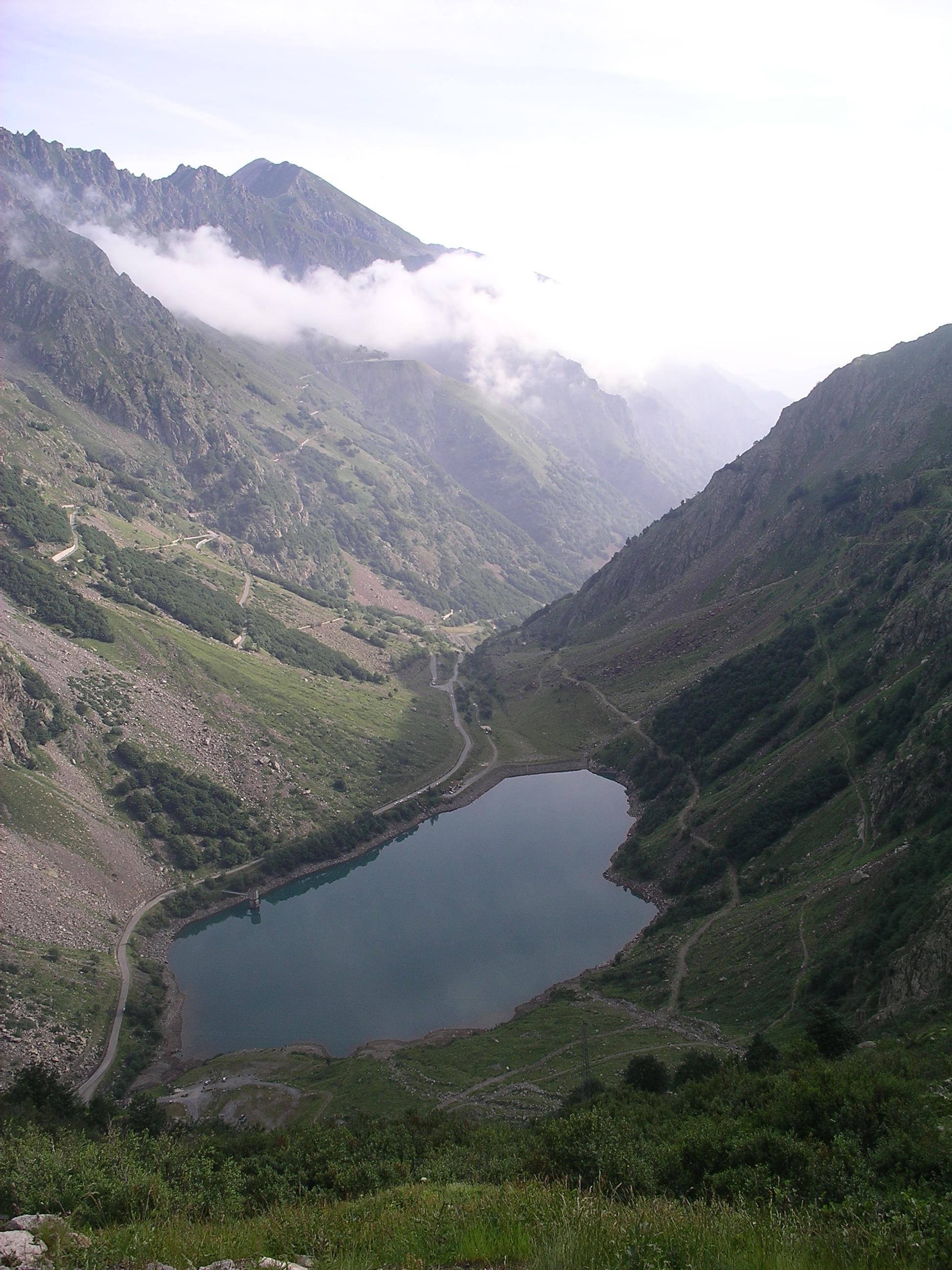
Lago della Rovina

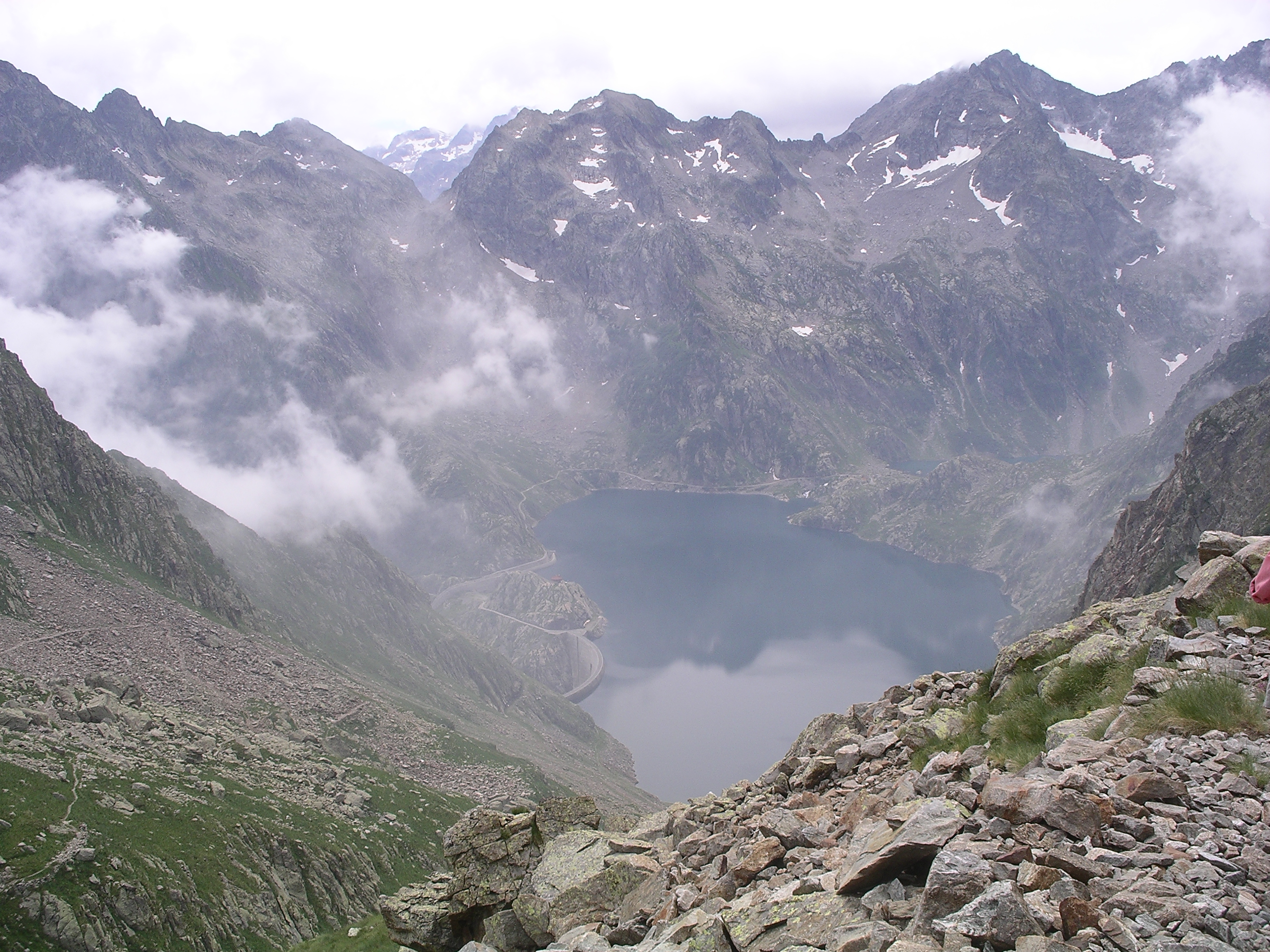
Lac supérieur de Chiotas.

L'aménagement comprend trois réservoirs :
- le réservoir inférieur : Lago della Piastra, utilisé par les deux usines de pompage de la centrale ; situé en fond de vallée, il est retenu par un barrage poids de 88 m de haut ; son niveau normal de fonctionnement est à 956 m, son volume est de 12 Mm3, dont 9 Mm3 utilisables pour le pompage vers les deux réservoirs supérieurs ;
- le réservoir supérieur de Rovina, à l'altitude de 1 535 m, retenu par un barrage en remblai, a une capacité utile de 1,2 Mm3 et un bassin versant de 77,2 km2[3] ;
- le réservoir supérieur de Chiotas, à l'altitude de 1 978 m, retenu par un barrage voûte-poids de 130 m de hauteur, a une capacité de 30,2 Mm3, dont 27,3 Mm3 de capacité utile, et un bassin versant de 11,6 km2 ; sa profondeur maximale est de 118 m[4]. Une digue de col de 30 m de haut et de 70 m de long, dit Colle Laura, a été construite pour fermer la retenue vers l'est ; elle est équipée d'un déversoir d'une capacité de 240 m3/s.

## Conduite forcée
Depuis le barrage de Chiotas, l'eau est amenée à la centrale par un tunnel de 7,4 km qui, à l'approche de la centrale, se divise en un système de conduites forcées de 1,7 km qui alimente chacune des 8 turbines-pompes. Une autre conduite forcée achemine l'eau de Rovina vers son groupe réversible.

## Centrale électrique
La centrale d'Entracque, située sur la rive gauche (ouest) à 600 m de la retenue du Lago della Piastra, est souterraine ; elle est constituée de trois cavernes dédiées :
- à la galerie des vannes sphériques (170 m de long) ;
- au hall principal (195 m de long, 15,2 m de large et 40 m de hauteur) hébergeant les générateurs des deux usines de Chiotas et de Rovina, les équipements électriques et dispositifs de commande ;
- aux transformateurs, disjoncteurs et isolateurs ;

d'autres galeries sont dédiées aux arrivées des conduites forcées, au canal de fuite, aux vannes d'aval, aux départs 17 kV ; un long tunnel de drainage évacue les eaux de drainage au torrent Gesso.
L'usine de Chiotas compte 8 groupes de 148 MW chacun, et celle de Rovina un groupe de 133,67 MW, ce qui porte la puissance totale installée du complexe à 1 317,67 MW ; il s'agit de groupes Francis réversibles, dimensionnés pour un débit maximal de 16 m3/s ; compte tenu de la hauteur de chute de 1 048 m, leur puissance maximale au turbinage est de 148 MW ; au pompage, pour une hauteur minimale de relève de 955 m et un débit maximal de 15 m3/s, la puissance nécessaire est de 155 MW ; le groupe de Rovina turbine un débit maximal de 26,95 m3/s sur une hauteur de chute de 598 m, soit une puissance maximale de 133,67 MW ; en pompage, avec 19,44 m3/s sur 561 m, la puissance consommée est de 125 MW. Le productible (potentiel productif) de Chiotas est de 40 GWh/an à partir des apports naturels et 1 000 GWh/an à partir du pompage, et celui de Rovina de 150 GWh/an à partir des apports naturels et 70 GWh/an à partir du pompage. Il s'agit de la centrale hydroélectrique la plus puissante d'Italie.

## Transfert d'énergie par pompage
Les trois retenues de Rovina et Chiotas (en amont) et de Lago della Piastra (en aval) constituent une STEP (station de transfert d'énergie par pompage). L'usine, située sur les rives du Lago della Piastra, peut être utilisée en fonction de la production des autres centrales et de la demande sur le réseau électrique, soit pour produire de l'électricité (en turbinant l'eau comme une usine hydroélectrique classique), soit pour stocker de l'énergie potentielle en inversant le fonctionnement des turbines, l'eau de la retenue inférieure étant alors pompée vers les retenues supérieures. Cette utilisation de la faculté de stockage des réservoirs hydrauliques est précieuse pour compenser les variations de la demande d'électricité et les aléas divers de la production (pannes, fluctuations du vent et de l'ensoleillement, etc).
La hauteur de chute de Chiotas est de 1 048 m et celle de Rovina de 598 m.

## Source de la traduction
- (en) Cet article est partiellement ou en totalité issu de l’article de Wikipédia en anglais intitulé « Entracque Power Plant » (voir la liste des auteurs).